# Zbrodnia w Chrynowie
Zbrodnia w Chrynowie – jedna ze zbrodni dokonana na ludności polskiej podczas rzezi wołyńskiej przez oddział UPA (wśród których znajdowali się dezerterzy z ukraińskiej policji pomocniczej) pod dowództwem S. Sajuka (dokumenty SB OUN wskazują jako dowódcę "Dowbysza", jest prawdopodobne, że taki pseudonim miał Sajuk), przywódcy OUN z Grzybowicy. Miejscem zbrodni dokonanej 11 lipca 1943 roku był Chrynów. Ofiarą zbrodni padli proboszcz parafii ks. Jan Kotwicki oraz grupa ok. 150 wiernych, wśród których przeważały kobiety z dziećmi.

## Przed zbrodnią
10 lutego 1940 roku większość osadników została deportowana w głąb ZSRR. W ich miejsce osiedlili się Polacy i Ukraińcy, którzy przybyli wysiedleni z pasa przygranicznego. W grudniu 1942 patrol pomocniczej policji ukraińskiej zaatakował grupę młodzieży polskiej, ale napadniętym udało się uciec.

## Napad na kościół
11 lipca 1943 roku po mszy św. o godz. 9:00, ludność powracająca do domów została zawrócona do kościoła przez kordon UPA. Wpuszczano natomiast idących na mszę na godz. 11:00. Zgromadzono w ten sposób około 200 osób. Po rozpoczęciu kolejnej mszy pod główne wejście kościoła podjechało kilka furmanek z Ukraińcami, którzy rozstawili karabin maszynowy i zaczęli strzelać do ludzi w kościele. Do wnętrza kościoła wrzucono także granaty. Próbowano uciekać bocznymi drzwiami, ale tam również Polacy dostawali się pod ogień upowców otaczających kościół. W ten sposób zginął proboszcz Jan Kotwicki. Niespodziewanie po tym ostrzale napastnicy wycofali się nie dobijając rannych. Ocalała część kobiet ukrytych w plebanii, dwaj ministranci, którzy schowali się za otwartymi drzwiami głównymi i organista. Zawiadomieni o odejściu upowców przez miejscowego Ukraińca, Polacy wydostali się z kościoła i uciekli. Uciekł również 8-letni chłopak, który przedostał się przez otaczających kościół upowców i zawiadomił Polaków z sąsiedniej kolonii Oktawin. W tym czasie oddział UPA powrócił, by pozbierać ciała zamordowanych. Część zwłok upowcy zrzucili do pośpiesznie wykopanych dwóch dołów, reszta pozostała na przyległym do kaplicy terenie i w zbożu, do którego uciekali ranni, chcąc się ukryć. Bezpośrednio po mordzie napastnicy próbowali kaplicę podpalić, ale ogień się nie rozprzestrzenił. Przybyli dwie godziny po zdarzeniu uzbrojeni Polacy z Oktawina, znaleźli również zamordowanych Polaków, w domach w Chrynowie. Zginęło w sumie około 150 osób.
14 lipca ciało księdza Kotwickiego zabrała furmanką jego siostra ocalała z masakry i dwie pomagające jej kobiety do Włodzimierza Wołyńskiego, gdzie został pochowany na cmentarzu parafialnym. Po tygodniu wieś wraz z kościołem została doszczętnie spalona, najprawdopodobniej również przez UPA.